# حكومة محمد العمراني الثانية
حكومة محمد العمراني الرابعة، هي الحكومة التاسعة عشر في المغرب منذ استقلاله في عام 1955 والثانية لمحمد كريم العمراني منذ 11 أبريل 1985 إلى غاية 11 أغسطس 1992.

## التكوين
| #                | الوزارة                                                                      | اسم الوزير                | عن حزب  | ملاحظة |
| ---------------- | ---------------------------------------------------------------------------- | ------------------------- | ------- | --- |
| 1                | الوزير الأول                                                                 | محمد كريم العمراني        | تقنقراط | 30 سبتمبر 1986: حل محله عز الدين العراقي. |
| 2                | وزير الدولة                                                                  | مولاي أحمد العلوي         |         | |
| 3                | وزير العدل                                                                   | مولاي مصطفى بلعربي العلوي | تقنقراط | |
| 4                | وزير الشؤون الخارجية والتعاون والإعلام                                       | عبد اللطيف الفيلالي       |         | |
| 5                | وزير الداخلية                                                                | إدريس البصري              | تقنقراط | |
| 6                | وزير التربية الوطنية                                                         | عز الدين العراقي          |         | 12 مارس 1986: عين نائباً لرئيس مجلس الوزراء. 30 سبتمبر 1986: عين وزيرا أولا خلفا لمحمد كريم العمراني وحل محله محمد الهلالي في التربية الوطنية. |
| 7                | وزير الصحة العمومية                                                          | الطيب بن الشيخ            |         | |
| 8                | وزير المالية                                                                 | عبد اللطيف الجواهري       |         | |
| 9                | وزير السياحة                                                                 | موسى السعدي               |         | |
| 10               | وزير الصيد البحري والملاحة التجارية                                          | بنسالم الصميلي            |         | |
| 11               | الكاتب العام للحكومة                                                         | عباس القيسي               |         | |
| 12               | وزير التجهيز والتكوين المهني وتكوين الأطر                                    | محمد القباج               |         | |
| 13               | وزير النقل                                                                   | محمد بوعمود               |         | |
| 14               | وزير البريد والمواصلات                                                       | محند العنصر               |         | |
| 15               | وزير الشبيبة والرياضة                                                        | عبد اللطيف السملالي       |         | |
| 16               | وزير الأوقاف والشؤون الإسلامية                                               | عبد الكبير العلوي المدغري | تقنقراط | |
| 17               | وزير الصناعة التقليدية والشؤون الاجتماعية                                    | محمد الأبيض               |         | |
| 18               | وزير الطاقة والمعادن                                                         | محمد فتاح                 |         | |
| 19               | وزير التجارة والصناعة                                                        | الطاهري المصمودي          |         | |
| 20               | وزير الشؤون الثقافية                                                         | محمد بنعيسى               |         | |
| 21               | وزير السكنى                                                                  | عبد الرحمان بوفتاس        |         | |
| 22               | وزير التشغيل                                                                 | حسن العبادي               |         | |
| الوزراء الملحقون |                                                                              |                           |         | |
| 23               | الوزير المنتدب لدى الوزير الأول المكلف بالعلاقات مع السوق الأوروبية المشتركة | عز الدين جسوس             |         | 30 سبتمبر 1986: حل محله محمد السقاط كاتبا للدولة للشؤون الخارجية مكلفا بالعلاقات مع المجموعة الاقتصادية الأوروبية.                            |
| 24               | الوزير المنتدب لدى الوزير الأول مكلف بالشؤون الاقتصادية                      | مولاي الزين الزاهدي       |         | |
| 25               | الوزير المنتدب لدى الوزير الأول مكلف بتنمية الأقاليم الصحراوية               | خليهن ولد الرشيد          |         | |
| 26               | الوزير المنتدب لدى الوزير الأول مكلف بالتخطيط                                | الراشدي العزواني          |         | |
| 27               | الوزير المنتدب لدى الوزير الأول مكلف بالعلاقات مع البرلمان                   | طاهر عفيفي                |         | |